# Frisinnede Venstre
Frisinnede Venstre eller Det Frisindede Venstre var ett tidigare norskt politiskt parti. Det existerade mellan 1909 och 1945.

## Historia
Partiet grundades den 1 mars 1909 under ledning av tidigare statsministern Christian Michelsen. Det var till stor del en utbrytargrupp ur Venstre och utgjorde den mest konservativa delen av Venstre. Partiet hade nära samarbete med Høyre och deltog i flera regeringar.
Partiet ändrade 1933 namn till Frisinnede Folkeparti 1933. Partiet lades formellt ned 1945.

### Valresultat
Stortingsvalsresultat 1909–1936
| Val  | Resultat (%) | Mandat |
| ---- | ------------ | ------ |
| 1909 | 41,41        | 23     |
| 1912 | 33,01        | 4      |
| 1915 | 28,71        | 1      |
| 1918 | 30,41        | 10     |
| 1921 | 33,41        | 15     |
| 1924 | 32,51        | 11     |
| 1927 | 1,4          | 2      |
| 1930 | 2,6          | 3      |
| 1933 | 1,62         | 1      |
| 1936 | 1,33         | 0      |

Anmärkningar
1. Valsamarbete med Høyre.
2. Valsamarbete med Nasjonal Samling.
3. Valsamarbete med Fedrelandslaget.